# Асенат Уэйт
Асенат Уэйт (англ. Asenath Waite) — вымышленный персонаж американского писателя ужасов Говарда Филлипса Лавкрафта, который появляется в рассказе «Тварь на пороге» (1933). 

## Описание
Лавкрафт так описывает Асенат в рассказе «Тварь на пороге» (1933): 
Асенат в 23 года прослушивала курс средневековой метафизики в Мискатоникском университете. Студенты держались подальше от нее из-за дурной репутации. Асенат была смуглой, не высокого роста, весьма хорошенькая по внешности, если не считать ее чересчур выпуклых глаз. В ее облике было нечто такое, что сразу настораживало. Окружающие отворачивались от нее из-за её манеры речи. Она была из иннсмаутских Уэйтов, о которых ходили мрачные толки. Говорили о странных чертах их внешности, которые были «не вполне человеческими», словно затаившиеся в древних семьях полуразвалившегося порта. Девушка была ревностной последовательницей своего отца и временами выглядела почти так же демонически отвратительно.  
В школе Асенат слыла кем-то вроде чародея и могла взглядом вызывать ощущение обмена личности — как бы обменивалась с телами с человеком, который мог смотреть со стороны на свое собственное, теперь уже бывшее тело, ярко блестящие, злобные глаза которого, в свою очередь, взирали на него самого. Юная девушка демонстрировала обрывки странных и шокирующих познаний в самых невероятных областях; и говорила на непонятных языках. Какими-то особыми, почти неуловимыми хитрыми взглядами пугала учениц, причем складывалось впечатление, что все это доставляет ей какое то особое удовольствие. Она высказывала совершенно нелепые, даже дикие суждения относительно природы сознания, вне зависимости от физической оболочки тела — по крайней мере, от протекавших в этой оболочке жизненных процессов. Она могла заставить выть любую собаку определенными движениями правой руки.  
Асенат впадала самую настоящую ярость о того, что ей суждено было родиться женщиной, а не мужчиной, поскольку она твердо знала, что мужской мозг обладает совершенно уникальной и особо мощной космической энергией. Будь у нее мозг мужчины, она смогла бы не только сравняться, но и превзойти своего покойного отца по части совершенно непостижимых предметов.  
Чувства Асенат к Эдварду были явно взаимными. Она неотрывным, почти хищническим взглядом следила за каждым жестом и движением своего кавалера. 

Асенат говорит о зловещих переменах личности, позволяющих исследовать удаленные и запретные области Иных миров, что лежат в ином пространственно-временном континууме. Она могла достать «оттуда» непонятно из чего состоящие предметы с неуловимой окраской, нарушающие трехмерные законы геометрических форм; с гротескными очертаниями. 
Асенат Уэйт — жена Эдварда Пикмана Дерби (англ. Edward Pickman Derby), дочь Эфраима Уэйта (англ. Ephraim Waite) и неизвестной матери, которая вечно скрывала лицо вуалью. Ее считали, чародейкой, предсказательницей, магом и гипнотизером. Родом из древнего рода Уэйтов из Иннсмута, вокруг которого ходило много разных легенд, похоже она была в родстве с Глубоководными, но сама к ним не относилась, судя по описанию Асенат и её отца. Однако Асенат обладала «чрезмерно выпученными глазами» — чертами, которые обычно приписывают «иннсмутской внешности». После безумия и смерти Эфраима, Асенат посещала школу для девочек Кингспорт-Холла и стала подопечной директора, а затем поступила в Мискатоникский университет, где она стала единственной известной студенткой, изучавшей средневековую метафизику. В студенческой комнате познакомилась с Эдвардом Пикманом Дерби, который мгновенно влюбился в нее. Эдвард считал ее очень красивой и всесторонне развитой девушкой. Вскоре они поженились и приобрели старинный дом Краунингшилдов в Аркхэме, куда Асенат привезла трех неприятных слуг из своего дома в Иннсмуте (Моисея и Абегайл Сарджент, а также Юнис Бабсон (англ. Moses and Abigail Sargent, and Eunice Babson)).   
Асенат стала наставницей Дерби в магических искусствах. Эдвард называл её «Дьяволица» (англ. She-devil). Асенат владела старым автомобилем марки Пакард. После нескольких лет Асенат резко постарела и у нее появились «преждевременные морщины», и стала выглядеть много старше Эдварда. За это время все меньше и меньше можно увидеть Асенат и ее мужа. Дэниел Аптон, друг Эдварда, присутствовал на свадьбе, но позже перестал звать их в гости, за что Асенат «была безмерно благодарна». Асенат сумела обратить на себя тягу Эдварда к семейным узам. 
Асенат подавляла слабую волю мужа и заставляла его молчать при помощи телепатического месмиризма, дара того рода, который она развила еще в школе. Асенат владела переселением душ и иногда «покидала тело» или «забирала тело» Дерби, как правило ночью. Со временем она научилась все дольше и дольше находиться в теле Эдварда. Для перемещения душ Асенат использовала формулу из «Некрономмикона». Эдвард считает, что на самом деле в тело Асенат вселялся Эфраим, который после менялся телами уже с ним, так как ему был необходим мужской мозг для проведения ритуалов. Не исключено, что «Асенат», на самом деле, может вообще не быть, поскольку её телом всё время мог владеть её отец (или, возможно, Камог), который после попытался переселиться в тело Дерби насовсем. У Асенат и Эфраима одинаковый взгляд и почерк, когда никто не видит и она остается одна. Эфраим проклинал всех за то, что у него родилась дочь, а не сын. Эдвард считает, что Эфраим является пришельцем из космической бездны. При «замещении личности» тело Эдварда сотрясли конвульсии, как если бы кости, органы, мускулы, нервы и железы его организма стали перестраиваться под совершенно иную личность.
Примерно через три года после свадьбы  Эдвард разрывает отношения, увольняет слуг и сжигает оккультные книг. После Асенат исчезает. Дерби настаивает на том, что его жена уехала в длительный отпуск, и никто бы не подумал, что здесь что-то не так. На самом деле Эдвард «разбил ей голову подсвечником». Однако присутствие Асенат все еще сохраняется, даже после того, как Эдвард хоронит её тело в подвале. Асенат удается «обменяться телами» со своим мужем. Однако ее мужа помещают в лечебницу Аркхэм, и поэтому сама Асенат оказывается запертой в камере. Ей удается убедить персонал лечебницы, что разум Эдварда прояснился, но не Дэниела Аптона, который узнает его истинную личность. Позже Эдвард Дерби приходит в разлагающемся теле Асенат к Дэниэлю и передает предсмертную «записку призрака», умирая у него на руках. Тело Асенат находят недалеко от дома Дэниела. Предположительно его оставили там неизвестные лица. Дэниел Аптон, по просьбе друга, отправился в лечебницу Аркхэм и застрелил Эдварда Дерби (фактически убивает Асенат), а позже кремирует останки. Дэниел Аптон задается вопросом не безумен ли он сам,но отрицает, что убил Эдварда Дерби, а лишь очистил мир от зла, которое грозило человечеству. Возможно его сознанию теперь тоже угрожает «посланник кошмаров».

## Вдохновение
Питер Кэннон пишет, что персонаж Асенат Дерби делает «Тварь на пороге» практически единственной историей Лавкрафта с сильным или важным женским персонажем, хотя вопрос осложняется «ситуацией смены пола». Питер Кеннон отмечает, что персонаж главного героя движет сюжетом «Тварь на пороге» больше, чем в большинстве произведений Лавкрафта. «Там, где космические силы обычно случайно обгоняют типичного героя Лавкрафта, такого как Пизли, здесь Дерби виноват лишь в собственной личностной слабости, став жертвой гнусных замыслов своей жены».
Некоторые черты персонажа похожи на впечатления Лавкрафта от брака с Соней Грин, с которой они фактически прожили лишь несколько лет.
С. Т. Джоши утверждает, что её имя переводится как «она принадлежит своему отцу», и что «Асенат буквально одержима своим отцом» — что похоже на Лавинию из рассказа «Ужас Данвича».
Алан Мур в комиксах Providance пишет, что Асенат является альтер-эго Элспет Уэйд из «Ежедневник» Роберта Блэка (Robert Black's Commonplace Book) (1783–1785). Элспет — дочь Эдгара Вейда, и они оба были одержимы старшим предком, первым украденным телом которого была Матильда Руле, предположительно сделавшая это существо своим мужем Этьеном Руле.
Роберт Прайс пишет, что прототипом Эфраима Уэйта послужил реальный оккультист Артур Эдвард Уэйт.

## Адаптации
Альберто Брекчиа адаптировал рассказ в фильме «Los Mitos de Cthulhu» (1973).
Том Глиcерман экранизировал фильм «The Thing on the Doorstep» (2014), в котором Мэри Джейн Хансен сыграла роль Асенат. Действие фильма обновляется до наших дней и вносится некоторые другие изменения в сюжет.